# Тобело
Народ Тобело є одним із північних народів Халмахера, що живуть у східній Індонезії,  в північній частині Малукських островів і в східній частині регентства Північна Халмахера.

## Опис
Народ тобело поділяються на кілька субетнічних груп, а саме: додінга, боенг, као та інші групи. Загальна чисельність населення становить близько 85 тис.
Народ тернате мав значний вплив на народ тобело, який увійшов до султанату Тернате в XV–ХІХ століттях. Народ тобело також домінував над такими невеликими народами внутрішніх районів північної Хальмахери, як народи пагу і табару.
Народ тобело дуже мобільний, але їхні поселення в основному розташовані вздовж берегової лінії. Наземні каркасні будинки на палях (татху) будують з бамбука, а покрівлю роблять з листя сагової пальми або дранки.
Особливо виділяються племена тогутіла, які називають себе о'хонгана маньява (люди, що живуть у лісі), які також називають внутрішнім тобело, живуть у лісах у глибині острова Халмахера, поселяючись біля долин річок. За різними дослідженнями, починаючи з 2001 року, чисельність тогутили оцінюється від 1500 до 3000 осіб. Згідно з цими дослідженнями, від 300 до 500 з них живуть ізольовано в лісі, живучи невеликими групами, визначеними владою, у національному парку Акетаджаве-Лолобата. Це на відміну від прибережних жителів Тобело, які називають себе О'Гоберера Маньява, що означає людей, які живуть поза лісами.
На початку 1980-х років вони все ще вели кочовий спосіб життя, в основному займаючись полюванням, крадіжками та вирощуванням саго. Час від часу вони використовували невеликі поля, де підсічно-вогневим методом вирощували банани, маніоку, фрукти та кокоси. Етнологи спростовують їх репутацію жорстоких і навіть нетовариських. У деяких частинах острова їм доводиться займатися лісозаготівлею та видобутком корисних копалин. Згідно з відео, деякі, здається, адаптуються до нього для обміну продуктами. Багато тогутилів вже змішалися з населенням прибережних сіл і живуть поблизу них. Регіональна влада відкрила офіс, щоб сприяти їх інтеграції. Деякі оселилися в будинках, побудованих владою в рамках програм соціальної інтеграції, наприклад у Додага (Маба).
Вони отримують дохід від продажу лісових продуктів або найму робітників для розчищення джунглів під землеробство. Деякі пожертви їм приносить поліція.

## Мова
Тобело вони розмовляють індонезійською, тернатською, а також мовою тобело, яка має кілька діалектів, таких як гамсунгі, додінга та боенг.

## Релігія

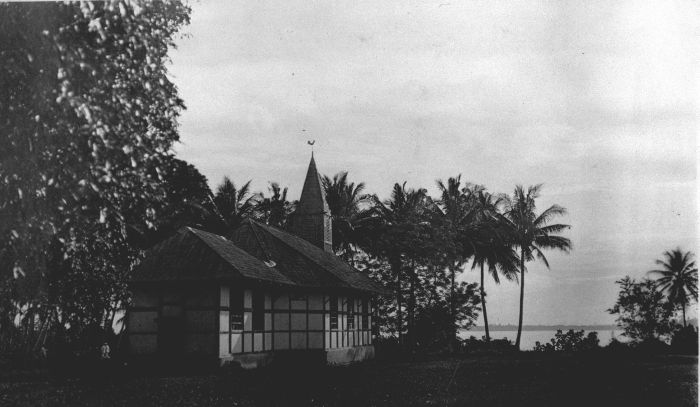
Протестантська церква в Тобело, 1924 рік.

Більшість тобело є християнами-реформаторами, а інші - мусульманами-сунітами. Традиційні вірування, включаючи пережитки шаманізму і культу духів, справляють сильний вплив на повсякденне життя.
Процес прийняття християнства серед лісового народу тобело, що живе на північному сході Хальмахери, був дуже тривалим і складним. Лише після десятиліть опору наприкінці 1980-х років вони почали сповідувати Біблію. Однак той варіант християнства, який вони обрали, був не той, який їм проповідували спільноти, що розмовляють мовою тобело, з якими вони підтримують сімейні та шлюбні зв’язки, а той, який принесли в цей регіон американські місіонери.
У 1999–2001 роках регіон був охоплений релігійно-етнічним насильством. Кінець конфлікту між мусульманами та християнами було покладено у квітні 2001 року, коли відбулася мирна церемонія в надії, що релігійний конфлікт, який сколихнув острів Хальмахера, більше не повториться. Церемонія складалася з ритуалу адат (з індонезійської «звичайне право») і клятви, що обидві сторони конфлікту, мусульмани і християни, будуть поважати права один одного і назавжди відмовляться від насильства.
Ця церемонія була не просто культурною маніфестацією. Це символізувало рішення більшості в провінції Північне Малуку визнати адат гарантом соціальної єдності та злагоди в регіоні.
Перед цим місцева влада поінформувала вищих урядовців та інших політичних лідерів, що якщо вони не зможуть змінити ситуацію для кращого життя та сприятимуть поверненню до регіону вимушеного переселення, то столиця нового району Північного регіону Халмахера буде бути іншим містом, а не Тобело. Треба було щось робити, і кілька керівників впливових об'єднань вирішили, що адат - найкращий вихід. Вони вірили, що воскресіння адата змінить точку ідентифікації людей з їхньої релігії на їхню етнічну ідентичність тобело.

## Культура

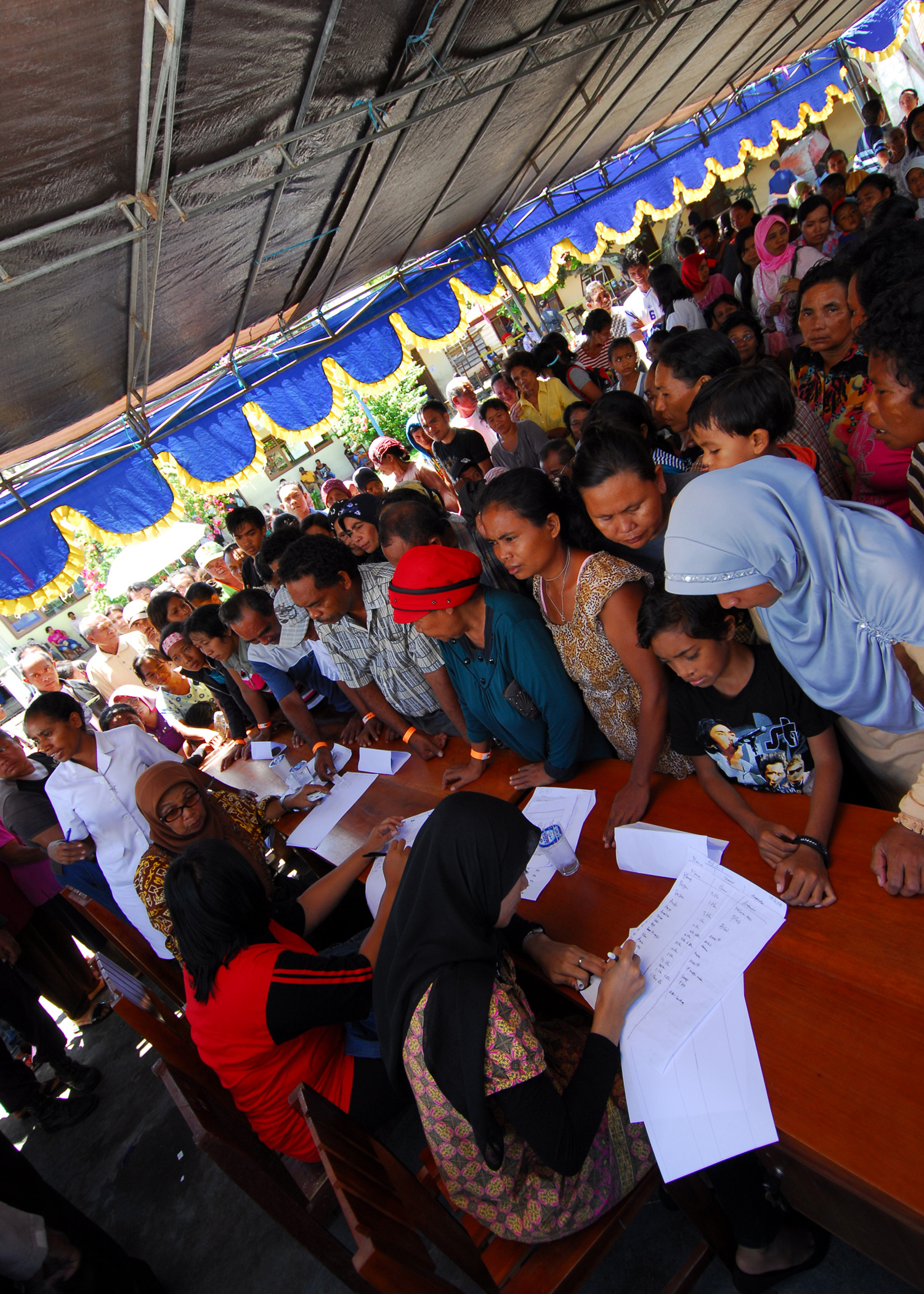
Пацієнти тобело стоять у черзі перед інженерною громадською програмою гуманітарної та громадянської допомоги Тихоокеанського флоту США в Індонезії.

існя і танець — найпоширеніші форми народної творчості народу тобело. Шлюб патрилокальний. Для людей тобело, як і для багатьох інших народів, керованих традиційними соціальними нормами, притаманна двосторонність спорідненості.
Економічна сила відіграє важливу роль у визначенні розміру шлюбного приданого, що базується на порівняльній оцінці річних доходів домогосподарств наречених, а також визначає розмір фінансових претензій, що висуваються до сторони нареченого. У документальному фільмі Дірка Ніланди «Шлюб Тобело» детально показано, скільки жіночої праці вкладається в підготовку весільного бенкету: ткацтво, приготування святкової страви «рисової гірки», спеціального вишуканого столу у вигляді каное - все це свідчить про важливість церемонії для обох сторін.
Жінки демонструють «жіноче багатство» у спосіб, який дуже схожий на бартер на Тробріандських островах. Їхній танець з кустарним ножем у руці вказує на те, що жінки відіграють важливу роль у святкуванні весілля. Після цього настає час самого святкування, яке включає в себе бенкет, танці та виконання традиційних пісень. Все це виглядає дуже захоплююче і говорить про красу і важливість укладення подружнього союзу. У випадку інцесту відбувається спеціальна церемонія розриву спадкової лінії, під час якої, за повір'ям, пару тобело відправляють у плавання або топлять у річці, щоб запобігти повеням.

### Одяг
Раніше вони носили одяг з тканини тапа, але його замінив звичайний одяг і європейський стиль.

### Дієта
Основними продуктами харчування є сира, сушена і солона риба, а також продукти рослинного походження (запечені і варені продукти з рису, бананів, саго, батату і маніоки). Страви з рису не поширені, але готуються на свята.

### Традиційні заняття
Найпоширенішими заняттями є рибальство, рибальство та ручне землеробство (банани, копра, пальмове вино, коренеплоди, бульби, боби, сухий рис). Також виробництво саго серед носіїв мов као та боенг.

## У масовій культурі
У 1982 році в Нідерландах, у місті Лейден, режисер Дірк Ніланд зняв фільм «Шлюб Тобело». Фільм дозволяє поглянути на віддалене острівне суспільство, маловідоме навіть більшості індонезійців. Сильними сторонами цієї роботи є її чіткість, дослідницька база та надання важливої інформації про цей маловідомий народ.
Програма на індонезійському національному телебаченні представляла звички та звичаї народу тогутіл, а обліковий запис Tik Tok використовується для публікації відео, щоб краще їх знати.